# Animalier

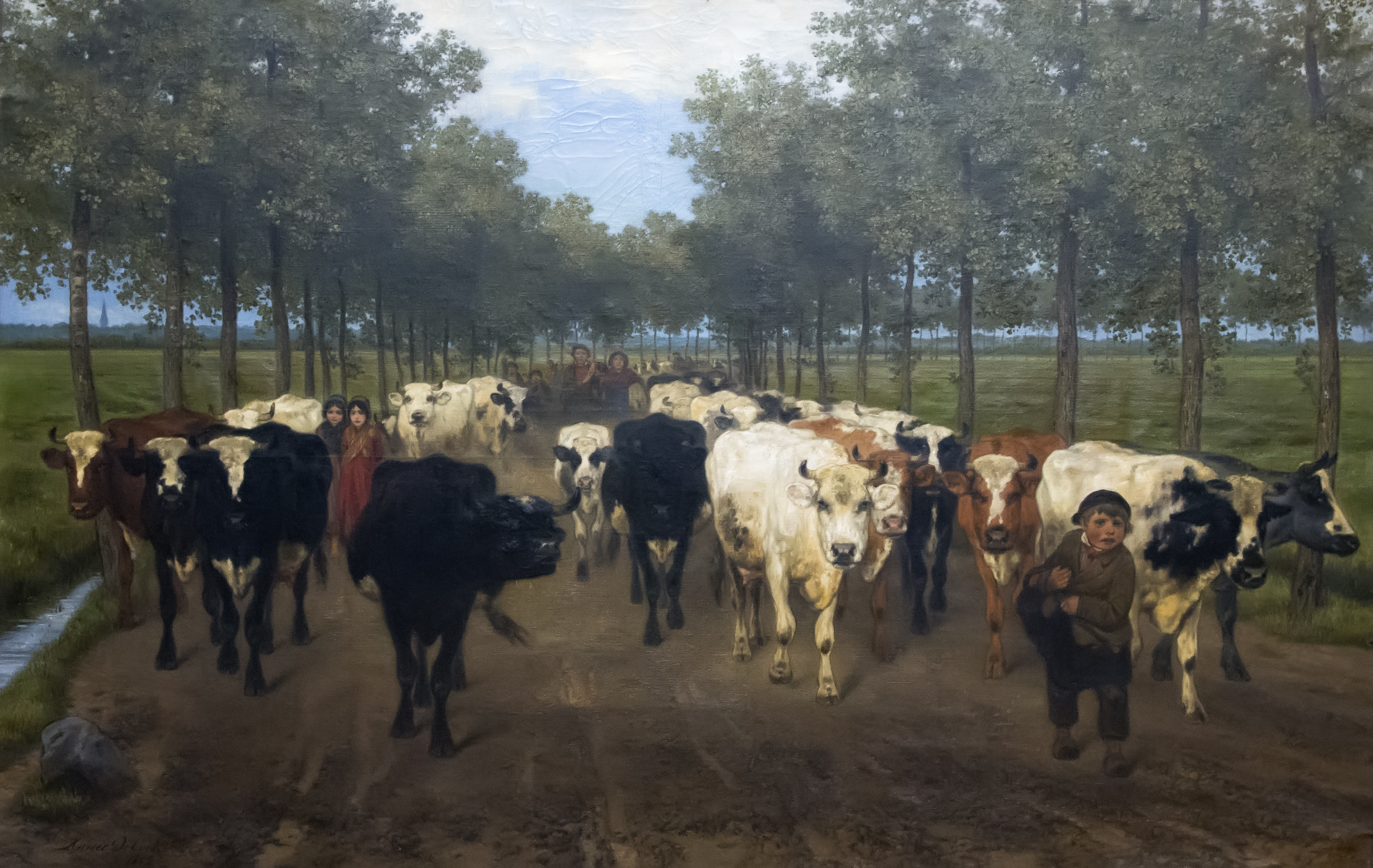
De Meersstraat in Gent van Xavier De Cock

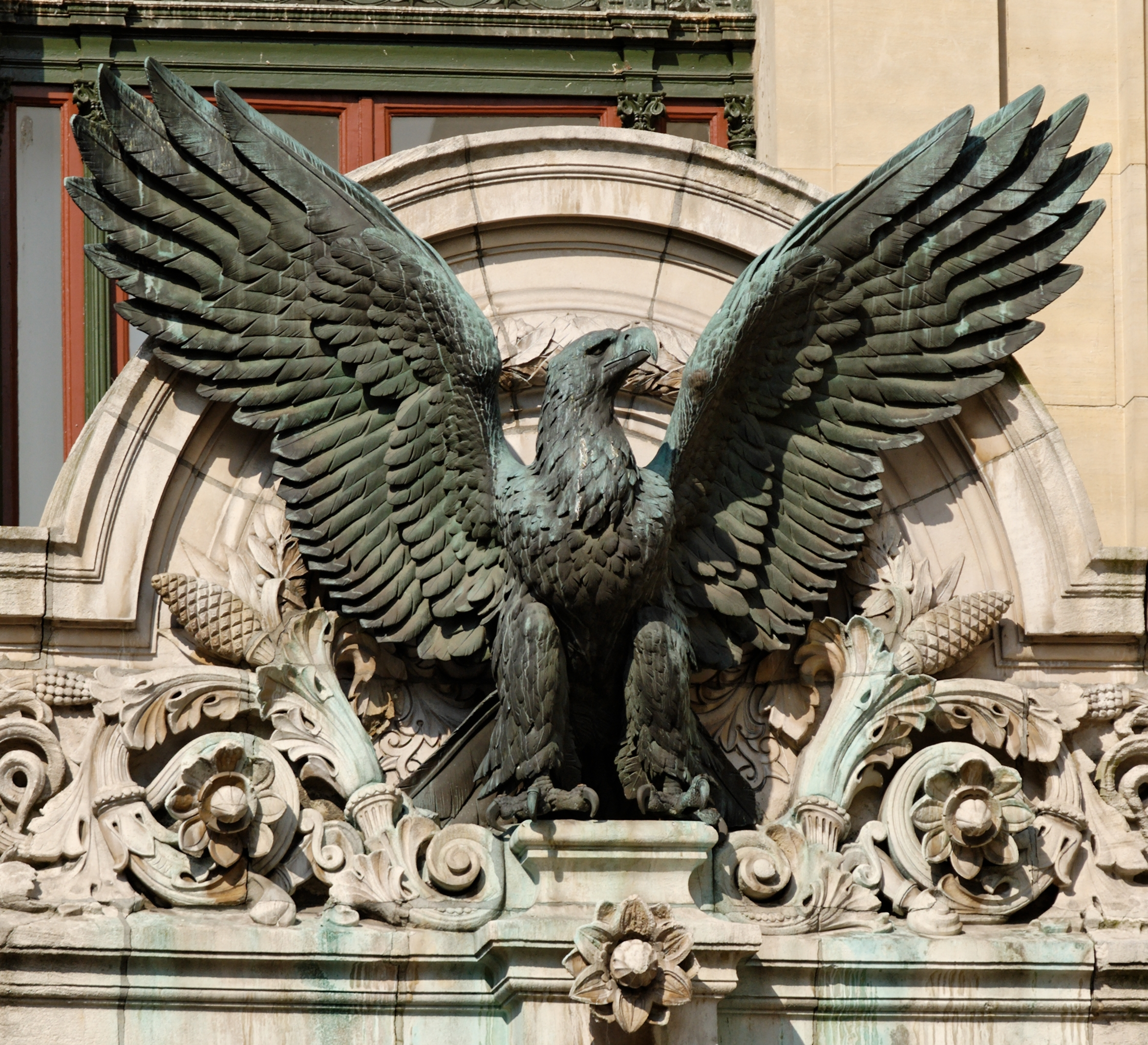
Adelaar

Een animalier (meervoud: animaliers) is een kunstenaar die zich specialiseert in de realistische weergave van dieren. 
Het begrip stamt uit Frankrijk in de 19de eeuw en slaat meestal op een beeldhouwer of een schilder. Met een goed Nederlands woord zou men de laatste ook gewoon 'dierenschilder' kunnen noemen.
De term animalierbronzen wordt in de antiekwereld soms gebruikt om te verwijzen naar kleine bronzen sculpturen van dieren uit de 19de eeuw, met name uit Frankrijk.
Hoewel er oudere voorbeelden te vinden zijn, won het verbeelden van dieren in het vroege 19e-eeuwse Parijs aan populariteit door het werk van de beeldhouwer Antoine-Louis Barye (1795–1875), voor wie critici in 1831 spottend de term  animalier gebruikten. Rond het midden van de 19e eeuw bestond er bij de middenklasse een algemene interesse voor dieren als hoofdonderwerp in de kunst.

## Prominente animaliers
Beeldhouwers
- Jan van Baren
- Antoine-Louis Barye
- Alfred Barye
- Isidore Bonheur
- Solon Borglum
- Antoine-Félix Bouré
- Rembrandt Bugatti
- Auguste Cain
- Anton Dominik Fernkorn
- Christopher Fratin
- Emmanuel Frémiet
- Émile-Coriolan Guillemin

- Herbert Haseltine
- Hetty Heyster
- Anna Hyatt Huntington
- Gaston d'Illiers
- Henri Alfred Jacquemart
- Jaap Kaas
- Bohumil Kafka
- Samuel Klinkenberg
- Gertrude Lathrop
- Pierre-Jules Mêne
- Léon Mignon

- Auguste Ottin
- François Pompon
- Edward Clark Potter
- Alexander Phimister Proctor
- Christopher Ross
- Frederick Roth
- Pierre Louis Rouillard
- Henri Teixeira de Mattos
- Jan Trapman
- Auguste Trémont
- Katharine Lane Weems
- Fiona Zondervan

Schilders
- Alfred Verwee
- Richard Ansdell
- Nicasius Bernaerts
- Rosa Bonheur
- Xavier de Cock

- Peter van Boucle
- Jacques Raymond Brascassat
- Juriaen Jacobsz.
- Charles Jacque

- Paul Jouve
- Edwin Landseer
- Jean-Charles Werner